# Cliona laticavicola
Cliona laticavicola är en svampdjursart som beskrevs av Pang 1973. Cliona laticavicola ingår i släktet Cliona och familjen borrsvampar.
Artens utbredningsområde är havet kring Jamaica. Inga underarter finns listade i Catalogue of Life.